# Sekret Enigmy
Sekret Enigmy – polski film historyczny z 1979 roku na podstawie książki Stanisława Strumph-Wojtkiewicza, opowiadający o polskich kryptologach, którzy złamali szyfr Enigmy.
Film był kręcony w Lublinie (Majdanek), Kłodzku, Sokołowie Podlaskim (stacja kolejowa), Warszawie (stacja kolejowa Warszawa Główna) i Szklarskiej Porębie.
W 1979 roku powstała też rozbudowana wersja tego filmu, serial fabularny pt.: Tajemnica Enigmy, również w reżyserii Romana Wionczka.

## Obsada
- Tadeusz Borowski − Marian Rejewski
- Piotr Fronczewski − Jerzy Różycki
- Piotr Garlicki − Henryk Zygalski
- Tadeusz Pluciński − inżynier Antoni Palluth
- Janusz Zakrzeński − pułkownik Gwidon Langer, szef Biura Szyfrów
- Andrzej Szczepkowski − pułkownik Gustave Bertrand
- Wojciech Duryasz − mechanik Edward Fokczyński
- Andrzej Lajborek − Heinz Hoeger, oficer Abwehry
- Jerzy Kamas − komandor Alistair Denniston
- Ewa Borowik − Irena Olańska
- Halina Golanko − szpieg Abwehry, "przyjaciółka" Olańskiej
- Grażyna Marzec − Irena Rejewska
- Jolanta Wołłejko − Jadwiga Palluth
- Ewa Żukowska − Barbara Różycka
- Wiesława Niemyska − żona Bertranda
- Stanisław Zaczyk − pułkownik Stewart Menzies, szef ośrodka w Bletchley
- Tadeusz Szaniecki − Wilhelm Canaris, szef Abwehry
- Emil Karewicz – pułkownik Artur Szlich
- Lech Sołuba − adiutant Maurice’a Gamelina
- Jacek Strzemżalski − pracownik polskiego zespołu kryptologów
- Jack Recknitz − Dillwyn Knox, kryptolog brytyjski
- Marcin Troński − oficer rumuński
- Stanisław Mikulski − pułkownik Zakrzeński
- Arkadiusz Bazak − major wywiadu organizujący komórkę ds. szyfrów w Poznaniu